# Sacrifice (album)
Albums de Motörhead
Bastards
(1993) Overnight Sensation
(1996)
Singles
1. Sacrifice
Sortie : 1995 (promo)

Sacrifice est le douzième album studio du groupe de heavy metal britannique Motörhead. Il a été publié le 27 mars 1995. Il est le premier album publié par Steamhammer, une filiale de SPV GmbH, et a été produit par Howard Benson avec Ryan Dorn comme ingénieur du son. C'est le dernier album du groupe comprenant une formation de quatre musiciens.

## Historique
Cet album fut enregistré dans Cherokee Studios à Hollywood en Californie et bénéficia d'un budget réduit par rapport au précédent album entraînant de nombreuses difficultés techniques. Il est le dernier album avec le guitariste "Würzel" qui était arrivé en 1984 avec Phil Campbell en remplacement de Brian Robertson. Lemmy raconta dans son autobiographie White Line Fever:

« Il devenait plus évident chaque jour que Wurzel était sur le point de quitter le groupe. Il ne s'impliquait plus et restait assis là pendant que nous écrivions les nouveaux titres, avec sa guitare sur ses genoux. Cela fut très difficile pour moi, parce que pendant des années il était mon meilleur ami dans le groupe et il devint cette personne que je ne connaissais plus et qui me haïssait et cela peut briser ton cœur. »

Würzel quitta le groupe dès la fin de l'enregistrement de l'album et Motörhead revint dans sa formule initiale, le trio. Il ne fut pas crédité dans la version américaine et canadienne (parues sur CMC International), de l'album et sa photo fut effacée de la pochette et ce contre l'avis des autres membres du groupe.
Cet album se classa à la 31e place des charts allemands et à la 36e des charts suédois.

## Liste des titres
- Tous les titres sont signés par Lemmy Kilmister, Phil Campbell, Michael Burston et Mikkey Dee sauf indications.

| No  | Titre                 | Auteur    | Durée |
| --- | --------------------- | --------- | ----- |
| 1.  | Sacrifice             |           | 3:16  |
| 2.  | Sex & Death           |           | 2:02  |
| 3.  | Over Your Shoulder    |           | 3:17  |
| 4.  | War for War           |           | 3:08  |
| 5.  | Order/Fade To Black   |           | 4:02  |
| 6.  | Dog-Face Boy          |           | 3:25  |
| 7.  | All Gone To Hell      |           | 3:41  |
| 8.  | Make'Em Blind         | Kilmister | 4:25  |
| 9.  | Don't Waste Your Time | Kilmister | 2:32  |
| 10. | In Another Time       |           | 3:09  |
| 11. | Out of the Sun        |           | 3:43  |

## Crédits

### Musiciens
- Lemmy : chant et basse
- Phil Campbell : guitare, guitare solo sur tous les titres sauf Dog-Face Boy
- Michael "Würzel" Burston : guitare, guitare solo sur Dog-Face Boy et Out of the Sun (second solo)
- Mikkey Dee : batterie

Musiciens additionnels
- Bill Bergman : Saxophone sur Don't Waste Your Time
- John Paroulo : Piano sur Don't Waste Your Time

### Technique
- Ryan Dorn: ingénieur du son
- Produit et mixé par Howard Benson
- Coproduit par Ryan Dorn et Motörhead
- Joe Petagno: illustration de la pochette

## Charts
| Pays      | Durée du classement | Meilleur classement | Date          |
| --------- | ------------------- | ------------------- | ------------- |
| Allemagne | 10 semaines         | 31e                 | 24 avril 1995 |
| Suède     | 2 semaines          | 36e                 | 14 avril 1995 |